# Myriodiscus sparassoides
Myriodiscus sparassoides är en svampart som beskrevs av Boedijn 1935. Myriodiscus sparassoides ingår i släktet Myriodiscus, ordningen disksvampar, klassen Leotiomycetes, divisionen sporsäcksvampar och riket svampar.   Inga underarter finns listade i Catalogue of Life.